# Refutação Pontifícia
A Refutação Pontifícia ou Confutatio Augustana foi a refutação da Igreja Católica Romana à Confissão de Augsburgo.
Em 25 de junho de 1530, os domínios imperiais protestantes se reuniram na Dieta de Augsburgo e apresentaram a Confissão de Augsburgo ao imperador Carlos V, contendo a exposição de Filipe Melâncton sobre as doutrinas e práticas da igreja nos principados protestantes. O imperador encarregou os teólogos do papado de prepararem uma resposta . Uma versão inicial da Refutação foi rejeitada pelo imperador, uma vez que era excessivamente polêmica e verborrágica. A formulação da Refutação teve a liderança de João Maier. Em 3 de agosto de 1530, a versão final foi lida na Dieta. A Refutação rejeitava, claramente, a declaração da Confissão de Augsburgo e invocava um retorno à doutrina católica romana. 
Em outros aspectos, no entanto, a Refutação coincidia com a Confissão de Augsburgo. O Imperador Carlos V se recusou a entregar o texto aos protestantes, a menos que eles concordassem em não responder, o que eles recusaram. Mas os protestantes haviam transcrito o texto enquanto era lido. Melâncton respondeu com a Apologia da Confissão de Augsburgo, terminada em 1531, mas não apresentada ao imperador.

## Ver Também
- Dieta de Augsburgo
- Confissão de Augsburgo
- Apologia da Confissão de Augsburgo